# انگور گل سرخی (مدینیلا)
انگور گل سرخی (مدینیلا) (نام علمی: Medinilla) نام یک سرده از راسته موردسانان است.